# The Uwaki Kareshi
The Uwaki Kareshi (THE 浮気ゲーム, littéralement LE Petit Ami infidèle) est un jeu vidéo de type visual novel développé et édité par D3 Publisher, sorti en 2012 sur iOS et Android puis en 2013 sur Nintendo 3DS.
Les quatre épisodes disponibles sur le Nintendo eShop s'intitulent Christmas Chūshi no Oshirase, Kaseifu ga Kenta Uwaki Genba, Totsugeki! Uwaki Genba et Uwaki no Daishō.

## Système de jeu
Le joueur incarne une jeune fille devant trouver des preuves de l'infidélité de son petit ami,,,.